# Rosemount (Ohio)
Rosemount es un lugar designado por el censo ubicado en el condado de Scioto en el estado estadounidense de Ohio. En el Censo de 2010 tenía una población de 2112 habitantes y una densidad poblacional de 141,79 personas por km².

## Geografía
Rosemount se encuentra ubicado en las coordenadas 38°46′18″N 82°57′59″O / 38.77167, -82.96639. Según la Oficina del Censo de los Estados Unidos, Rosemount tiene una superficie total de 14.9 km², de la cual 14.89 km² corresponden a tierra firme y (0.05%) 0.01 km² es agua.

## Demografía
Según el censo de 2010, había 2112 personas residiendo en Rosemount. La densidad de población era de 141,79 hab./km². De los 2112 habitantes, Rosemount estaba compuesto por el 97.54% blancos, el 0.66% eran afroamericanos, el 0.09% eran amerindios, el 0.47% eran asiáticos, el 0% eran isleños del Pacífico, el 0.28% eran de otras razas y el 0.95% pertenecían a dos o más razas. Del total de la población el 0.62% eran hispanos o latinos de cualquier raza.